# La Prestation du curé

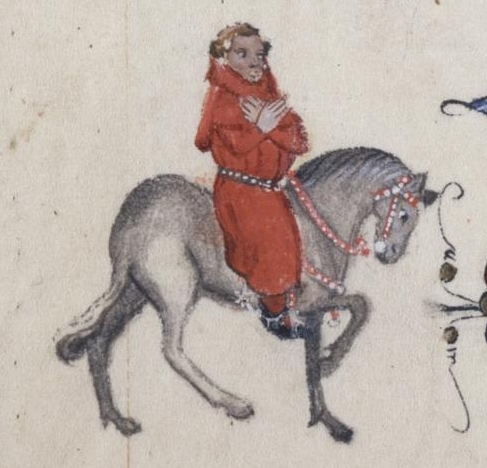
Enluminure du Curé dans le manuscrit Ellesmere.

La Prestation du Curé (The Persouns Tale en moyen anglais) est l'un des Contes de Canterbury de Geoffrey Chaucer. Il constitue à lui seul le Fragment X (I) et clôt le recueil.

## Résumé
L'Aubergiste demande au Curé une fable, mais celui-ci décline et se lance dans un long sermon en prose sur la pénitence. Il l'aborde de trois façons différentes : la contrition (qui vient du cœur), la confession (à un prêtre), et la satisfaction. La deuxième partie inclut une longue description des sept péchés capitaux.